# Ларс Хауген
Ларс Хауген (норв. Lars Haugen — Осло, 19. март 1987) професионални је норвешки хокејаш на леду који игра на позицији голмана.
Члан је сениорске репрезентације Норвешке за коју је на међународној сцени дебитовао на светском првенству 2011. године. Учествовао је и на олимпијским играма као члан норвешког олимпијског тима на играма ЗОИ 2014. у Сочију.
Између осталих у каријери је играо и за белоруски Динамо из Минска и шведске Ферјестад.